# NGC 1780
NGC 1780 é uma galáxia lenticular (SB0) localizada na direcção da constelação de Lepus. Possui uma declinação de -19° 28' 01" e uma ascensão recta de 5 horas, 06 minutos e 20,7 segundos.
A galáxia NGC 1780 foi descoberta em 1886 por Ormond Stone.